# 1871
1871. је била проста година.

## Догађаји

### Јануар
- 2. јануар — Битка код Бапома
- 18. јануар — Пруски краљ Вилхелм I проглашен је за првог цара новоствореног Немачког царства у Дворани огледала палате у Версају.

### Децембар
- Википедија:Непознат датум — 15-17. јануар — Битка на Лизени

### Март
- 18. март — Француски председник Адолф Тјер је наредио евакуацију из Париза након што су избили раднички немири као последица француског пораза у Француско-пруском рату, што је довело до оснивање владе Париске комуне.
- 21. март — Канцелар Ото фон Бизмарк отворио прву седницу Рајхстага новог Немачког царства.

### Мај
- 10. мај — Франкфуртски мир

### Јун
- 8. јун — Аустроугарски цар Франц Јозеф I објавио одлуку о укидању Војне крајине.

### Октобар
- 8. октобар — У Чикагу избио велик пожар који је, према легенди, почео у једној штали када је крава ритајући се оборила керозинску лампу на гомилу сламе и струготине.
- 11. октобар — Аустроугарске власти су угушиле Раковичку буну и убиле њеног вођу Еугена Кватерника.

## Рођења

### Март
3. март — Морис Гарин, француски бициклиста. (†1957).

### Јул
- 8. јул — Валтер Брајски, аустријски политичар. (†1944)

### Август
- 30. август — Ернест Радерфорд, новозеландски физичар. (†1937).

### Децембар
- 18. јун — Николаје Јорга, румунски политичар, историчар. (†1940).

## Смрти

### Фебруар
- 4. фебруар — Шамил, имам и вођа кавкаског отпора руском ширењу

### Април
- 7. април — Вилхелм фон Тегетоф, аустријски адмирал.

### Мај
- 4. мај — Марија Анунцијата, хабзбуршка принцеза. († 1843)